# 四川大头茶
四川大头茶（学名：Gordonia acuminata）为山茶科大头茶属下的一个种。

## 扩展阅读
- 維基物種上的相關：四川大头茶